# Braunlauf
Braunlauf ist ein Dorf in der Deutschsprachigen Gemeinschaft in Belgien mit rund 230 Einwohnern, das zur Gemeinde Burg-Reuland gehört.

## Geographie

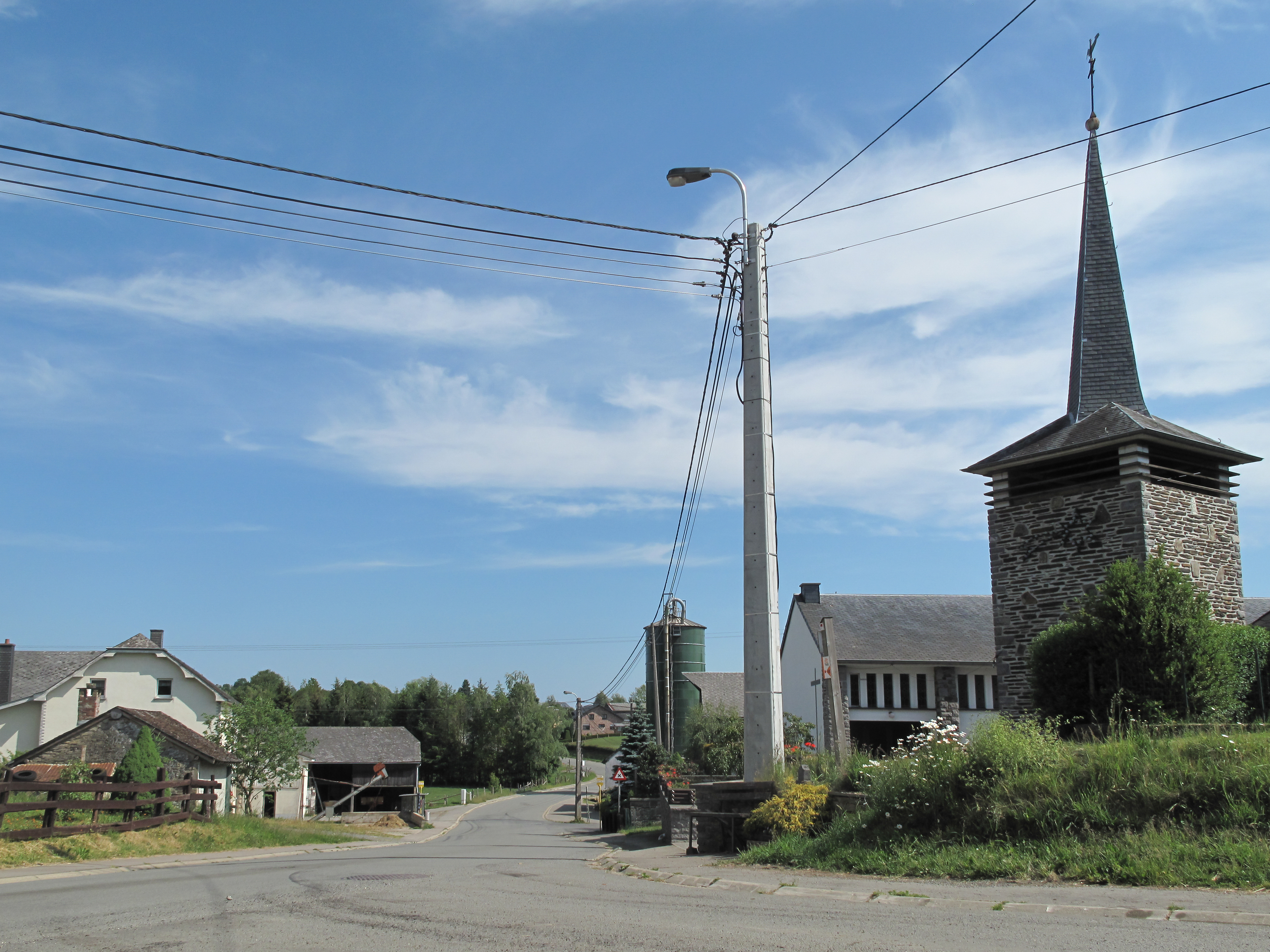
Kirche in Braunlauf

Braunlauf liegt im Nordwesten der Gemeinde Burg-Reuland, nordöstlich von Maldingen und südlich von Weisten. Die Stadt Sankt Vith liegt ca. 6 Kilometer nordöstlich. Durch das Dorf fließt in östlicher Richtung das Flüsschen Braunlauf, ein rechter Nebenfluss der Our. Südlich des Ortes befindet sich der Hochtumsknopf, ein Berg mit einem 1825 entdeckten eisenzeitlichen Hügelgrab, in dem Scherben, Knochen, Asche und ein eiserner Behälter gefunden wurden.

## Geschichte
Der Ort ist wahrscheinlich keltischen Ursprungs; die älteste Ortsbezeichnung wird als Brunefa oder Brunafa angegeben.
Im Jahre 1704 genehmigte der Kölner Erzbischof und Fürstbischof von Lüttich, Joseph Clemens von Bayern die Errichtung einer Kapelle. 1898 wurde die Kapelle restauriert und eine Sakristei angebaut. Die Neue, dem Hl. Josef geweihte Kapelle ist ein Bau mit separatem Glockenturm und nach Plänen des Architekten Maurice Robert aus Gouvy errichtet. Sie wurde im März 1966 durch den Lütticher Bischof Guillaume-Marie van Zuylen eingeweiht.

## Bildung
In Braunlauf befindet sich mit 16 Schülern die kleinste Schule Ostbelgiens, eine Einklassenschule, in der Kinder im Alter von drei bis 10 Jahren unterrichtet werden.